# Ray Scott (Musiker, 1969)
Ray Scott (* 5. Dezember 1969 in Semora, North Carolina) als Carlton Ray Scott ist ein US-amerikanischer Country-Musiker.

## Leben
Nach ersten musikalischen Erfahrungen in einer Rockband in North Carolina in den 1980er Jahren, erwarb Scott einen Abschluss am Music Business Institute in Atlanta.
Als musikalische Vorbilder gibt der Sänger neben Country Größen wie Willie Nelson, Johnny Cash oder Kris Kristofferson auch Gruppen wie The Band, Lynyrd Skynyrd oder AC/DC an.
Nach dem Umzug nach Nashville kam zu einem Vertrag mit dem Musikproduzenten Tom Collins. Erste Erfolge konnte Scott als Autor für Randy Travis 2002 mit dem Titel Pray for the Fish sowie 2003 mit A Few Questions für Clay Walker erzielen. 2005 veröffentlichte Scott sein erstes Album bei Warner. Der Titel My Kind of Music erreichte neben Platz 39 der Country Charts sogar Platz 4 in den Billboard Heatseekers Charts. Ein zweites Album wurde zwar eingespielt, blieb aber unveröffentlicht. Nachdem es mit Warner zu Differenzen gekommen war, gründete Scott mit Jethropolitan Records sein eigenes Label und veröffentlicht seit 2008 seine Alben selber. Seit 2015 ist der Sänger mit Stacey Beard verheiratet.
Scott ist ein oft gespielter Künstler auf dem Satellitenradiosender Sirius XM und erfreut sich in Großbritannien großer Popularität.

## Rezeption
Christoph Volkmer lobte Scott auf Country Music News dafür, dass er „..nicht auf Charterfolge aus ist, sondern darauf, einfach nur seine Art von Country Music zu spielen.“.

## Diskografie

### Alben
- 2005: My Kind Of Music
- 2008: Crazy Like Me
- 2012: Rayality
- 2014: Ray Scott
- 2017: Guitar for Sale
- 2021: Cover the Earth
- 2023: Wrong Songs: Musings From The Shallow End
- 2023: Billboards & Brake Lights

### EPs
- 2019: Honky Tonk Heart
- 2020: Nowhere Near Done
- 2023: Long Black Cadillac

### Singles
- 2005: My Kind of Music
- 2006: Gone Either Way
- 2006: I Didn’t Come Here to Talk
- 2008: Sometimes the Bottle Hits You Back
- 2012: Those Jeans
- 2014: What Works for Willie
- 2014: Drinkin’ Beer
- 2015: Ain’t Always Thirsty
- 2017: Livin’ This Way
- 2019: Honky Tonk Heart
- 2023: In Pictures